# 硬柄小皮傘
硬柄小皮傘，分布於北半球地區，屬小皮傘屬，色通常為土黃褐色。另外，該種野菇也是上述地區偶見土棲腐生的中小型菇類，生長於該地區夏季的低海拔林區，數天生，肉質堅韌，可食用且可製藥。可用于修复被铋污染的土壤。